# Hoshyar Zebari
Hoshyar Mahmud Mohammed Zebari, född 2 december 1953, är en irakisk-kurdisk politiker inom Kurdistans demokratiska parti (KDP) som var landets utrikesminister från 2003 till 2014, biträdande premiärminister en kortare tid 2014 och finansminister 2014 till 2016. Han är även morbror till irakiska Kurdistans president Masoud Barzani.
Zebari avlade kandidatexamen i sociologi vid Jordaniens universitet 1976 och mastersexamen (M.A.) i sociologi och utveckling vid University of Essex 1980. Han var ansvarig för Kurdiska studentsällskapet i Europa 1978-1980, valdes 1979 in i KDP:s centralkommitté och 1989 i politbyrån. 1980-1988 var han verksam inom den kurdiska motståndskampen mot Saddam Husseins regim I Irak. 1992 blev han ledamot av Kurdiska nationalförsamlingen när denna bildades. 1997 var han huvudförhandlare i den kurdiska fredsprocessen mellan KDP och rivalerna i Kurdistans patriotiska union.
2003 blev Zebari utrikesminister. Han lämnade posten i juli 2014 när de kurdiska politikerna lämnade premiärminister Nouri al-Malikis regering. Han återkom i regeringen i september 2014, då som biträdande premiärminister under den nye premiärministern Haider al-Abadi. I oktober 2014 blev han finansminister. I september 2016 lämnade han finansministerposten efter att ha förlorat en misstroendeomröstning i parlamentet efter anklagelser om korruption.